# Бижбулякский сельсовет
Бижбулякский сельсовет (баш. Бишбүләк ауыл советы)  — муниципальное образование в Бижбулякском районе Башкортостана.

## История
Согласно «Закону о границах, статусе и административных центрах муниципальных образований в Республике Башкортостан» от 16 декабря 2004 года имеет статус сельского поселения.
Согласно Закону Республики Башкортостан «Об изменениях в административно-территориальном устройстве Республики Башкортостан, изменениях границ и преобразованиях муниципальных образований в Республике Башкортостан» от 16 декабря 2004 года  объединен с Тельмановским сельсоветом Бижбулякского района.

## Население
| 2002  | 2009  | 2010  | 2012  | 2013  | 2014  | 2015  |
| ----- | ----- | ----- | ----- | ----- | ----- | ----- |
| 8213  | ↘8191 | ↘8113 | ↘7943 | ↘7871 | ↘7655 | ↘7580 |
| 2016  | 2017  |       |       |       |       |       |
| ↗7639 | ↗7677 |       |       |       |       |       |

## Состав сельского поселения
| №  | Населённый пункт  | Тип населённого пункта       | Население |
| -- | ----------------- | ---------------------------- | --------- |
| 1  | Бижбуляк          | село, административный центр | ↗6626     |
| 2  | Седякбаш          | деревня                      | ↘428      |
| 3  | Елбулак-Матвеевка | село                         | ↘371      |
| 4  | Алексеевка        | деревня                      | ↘303      |
| 5  | Кандры-Куль       | деревня                      | ↘131      |
| 6  | Барш              | деревня                      | ↘119      |
| 7  | Калиновка         | деревня                      | ↗109      |
| 8  | Ивановка          | деревня                      | ↘60       |
| 9  | Пчельник          | деревня                      | →56       |
| 10 | Верхняя Курмаза   | село                         | ↘53       |
| 11 | Ибрайкино         | деревня                      | ↘20       |
| 12 | Лассирма          | деревня                      | ↘17       |